# Festivalbar 1979
Il sedicesimo Festivalbar si svolse nell'estate del 1979.
Venne condotto dal patron Vittorio Salvetti.
Il vincitore fu Alan Sorrenti con Tu sei l'unica donna per me e per il DiscoVerde Euro Cristiani con L'amore è quando non c'è più.
Premio rivelazione a Rettore con Splendido splendente.
Al termine della registrazione del Festivalbar da parte della RAI, i Rockets tennero un concerto.

## Cantanti partecipanti
- L"asterisco segnala i brani presenti nella doppia raccolta annuale.
- Alan Sorrenti - Tu sei l'unica donna per me *
- Marcella - Lady anima
- Donatella Rettore - Splendido splendente
- Miguel Bosé - Super superman
- Roberto Soffici - Dimenticare *
- Pooh - Io sono vivo *
- Loredana Bertè - E la luna bussò *
- Viola Valentino - Comprami
- Nada - Dolce più dolce *
- Le Orme - Fine di un viaggio *
- La Bottega dell'Arte - L'avventura *
- Toto Cutugno - Voglio l'anima *
- Pino Daniele - Je so' pazzo *
- Leano Morelli - C'è mancato poco *
- Laura Luca - Ragazzo fragile *
- Demis Roussos - Il tocco dell'amore *
- Eugenio Finardi - 15 bambini *
- Alberto Cheli - Cavalli alati *
- Mia Martini - Danza *
- Beppe Cantarelli - Tocca a me *
- Faust'O - Oh oh oh *
- Walter Foini - Bella d'agosto *
- Sylvester - I (Who Have Nothing) *
- Earth, Wind & Fire - Boogie Wonderland
- Giants - Backdoor Man *
- Leif Garrett - Feel the Need
- Donna Summer - Hot Stuff
- Ann Steel - My Time *
- Rockets - Electric Delight *
- Patrick Juvet - Lady Night *
- Wings - Goodnight Tonight
- Asha Puthli - The Whip *
- Dee D. Jackson - Which Way Is Up?
- Gloria Gaynor - I Will Survive *
- Euro Cristiani - L'amore è quando non c'è più (DiscoVerde)
- Bee Gees - Love You Inside Out (fuori concorso)
- Alunni del Sole - Tarantè * (fuori concorso)
- Number One Ensemble - Gipsy
- Adriano Pappalardo - Ricominciamo
- Umberto Balsamo - Balla
- D.D. Sound - Hootchie cootchie
- Gepy & Gepy - Angelo blu
- Alberto Fortis - Milano e Vincenzo
- Angelo Branduardi - Cogli la prima mela

## Direzione artistica
- Vittorio Salvetti

## Organizzazione
- RAI